# Campeonato Paraguayo de Fútbol 1951
El campeonato Paraguayo de futbol 1951 fue la edición numero 41 de la máxima categoría del futbol Paraguayo.
En esta edición participaron 11 clubes en un formato de liga de todos contra todos que acabaría consagrando campeón al Sportivo Luqueño, que bajo la dirección técnica del técnico Italiano Vessilio Bártoli ,obteniendo asi el primer titulo de la historia del conjunto auriazul; rompiendo así la hegemonía de los 5 clubes mas importantes del balompié guaraní (Olimpia, Cerro, Libertad, Guaraní y Nacional) que hasta ese entonces se habían repartido todos los títulos de liga.
Los auriazules se consagraron campeones del fútbol paraguayo sumando 29 puntos en 20 juegos, sacándole cuatro unidades de ventaja a Cerro Porteño. En la jornada de consagración, el 14 de octubre de 1951, Luqueño venció al Sport Colombia para bajar su primera estrella.

## Relevo Anual de Clubes
Tras quedar Ultimo con tan Solo 11 puntos el descendido ese año fue Sport Colombia, mientras que en la segunda división Atlántida se coronaba campeón y de esta manera regresaba a la máxima categoría tras su descenso en el año anterior.

## Clasificación
| pos. | Equipos          | pj | pts. |
| ---- | ---------------- | -- | ---- |
| 1    | Sportivo Luqueño | 20 | 29   |
| 2    | Cerro Porteño    | 20 | 25   |
| 3    | Nacional         | 20 | 13   |
| 4    | Libertad         | 20 | 23   |
| 5    | Guarani          | 20 | 22   |
| 6    | Olimpia          | 20 | 20   |
| 7    | Presidente Hayes | 20 | 19   |
| 8    | Sol de America   | 20 | 17   |
| 9    | River Plate      | 20 | 16   |
| 10   | San Lorenzo      | 20 | 14   |
| 11   | Sport Colombia   | 20 | 11   |